# Christian Ernst (Sachsen-Coburg-Saalfeld)

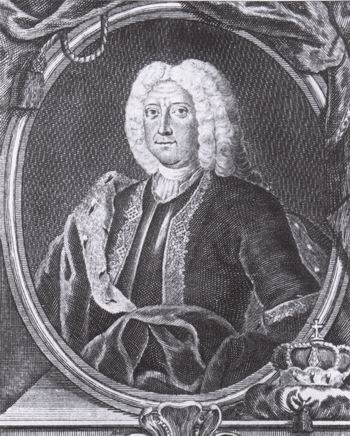
Herzog Christian Ernst von Sachsen-Coburg-Saalfeld

Christian Ernst von Sachsen-Coburg-Saalfeld (* 18. August 1683 in Saalfeld; † 4. September 1745 in Saalfeld) war von 1729 bis 1735 Herzog von Sachsen-Saalfeld und anschließend bis zu seinem Tod Herzog von Sachsen-Coburg-Saalfeld.

## Leben
Christian Ernst war der älteste Sohn des Herzogs Johann Ernst von Sachsen-Saalfeld (1658–1729) aus dessen erster Ehe mit Sophie Hedwig (1660–1686), Tochter des Herzogs Christian I. von Sachsen-Merseburg.

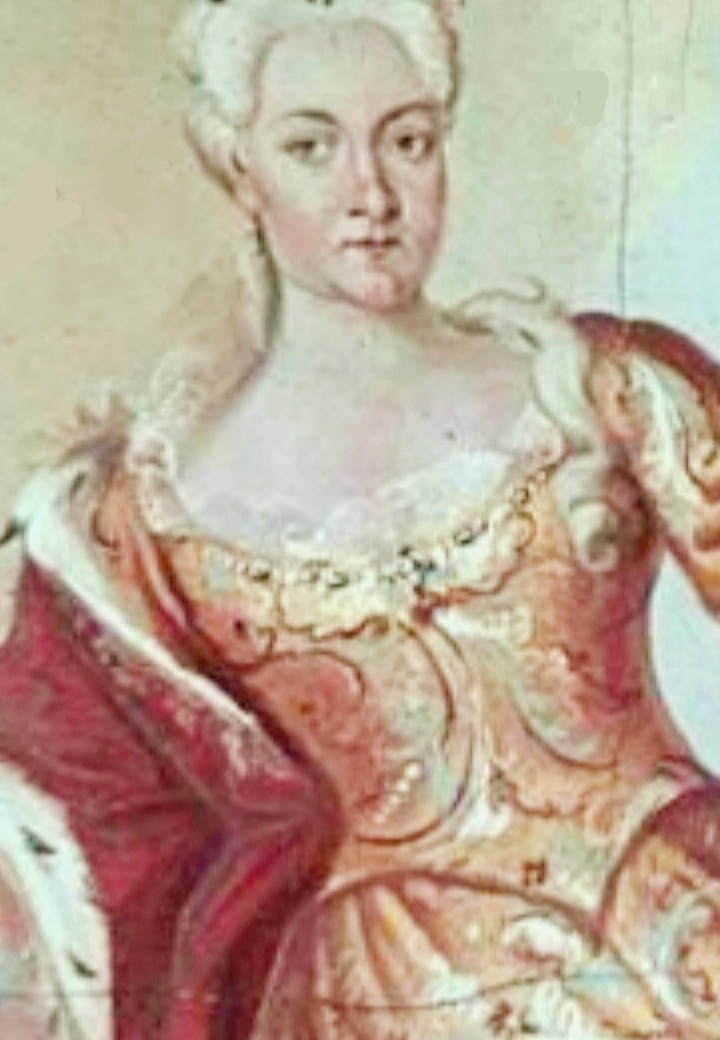
Christiane Friederike, Herzogin zu Sachsen-Coburg-Saalfeld, geb. von Koß

Gegen den Willen des Vaters hatte sich Christian Ernst 1709 in Greiz mit Christiane Friederike von Koß (24. August 1686–15. Mai 1743) verlobt, die seine pietistischen Neigungen teilte und für die er das Schlösschen Kitzerstein bei Saalfeld als Wohnsitz kaufte. Sie war eine Tochter des reußischen Oberforstmeisters und saalfeldischen Kammerjunkers Günther Christoph von Koß (1653–1710) auf Kitzerstein und der Anna Elisabeth, Tochter des Wolff Christoph von Breitenbauch (1631–1672), auf Burg Rahnis, Brandenstein, Gröst und Betzkendorf, kursächsischen Kammerjunkers, und der Maria Magdalena, geb. Pflugk aus dem Hause Strehla.

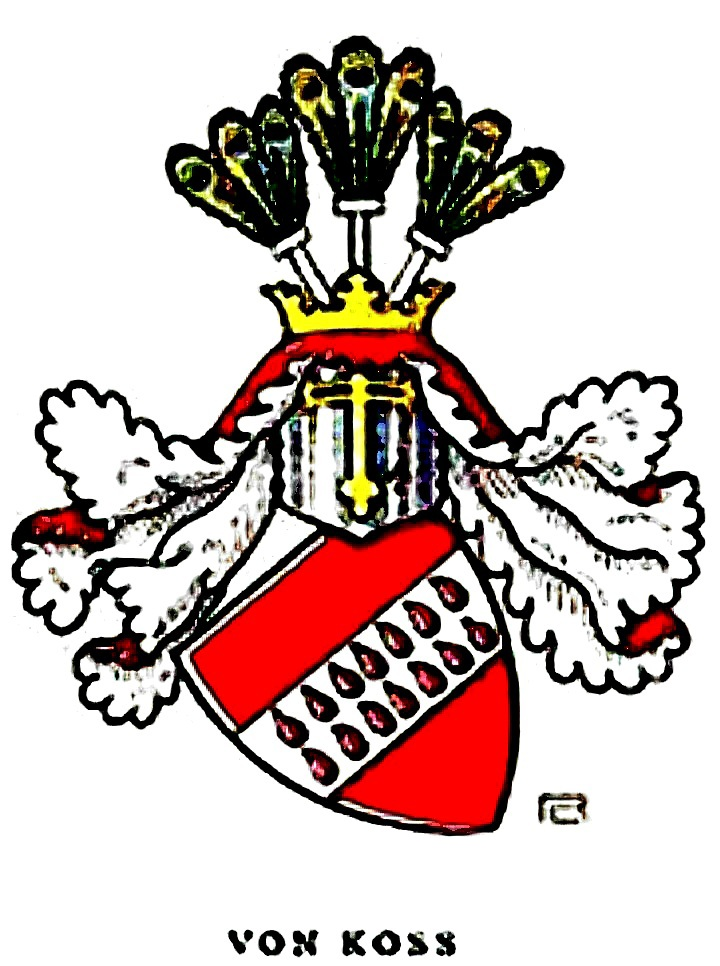
Stammwappen der mecklenburgischen von Koss, Wappendarstellung von Lorenz M. Rheude

Bei ihren väterlichen Vorfahren war unklar, ob diese Familie von Koss die bekannte altritterliche im Herzogtum Mecklenburg oder die gleichnamige in Westpreußen (les Koss de Pomérélie) war. Es war jedoch die mecklenburgische, die 1230 mit dem Knappen Hermanus Coz, auf Hermannstorp und Lüttow unweit Ratzeburg (Sachsen-Lauenburg), zuerst erscheint.
Die standesungleiche Beziehung erregte das Missfallen von Vater und Bruder, doch Christian Ernst heiratete Christiane Friederike am 18. August 1724 in Naitschau. Der Vater willigte nun in die Verbindung ein, doch Christian Ernsts jüngerer Halbbruder Franz Josias machte ihm die Erbfolge streitig, da die nur aus niederem Adel stammende Gemahlin des älteren Halbbruders nicht ebenbürtig war. Zudem gab es die Frage bezüglich der Rangfolge der beiden Ehefrauen der Brüder; der jüngere (dadurch eigentlich nachrangige) Franz Josias war mit einer schwarzburgischen Prinzessin verheiratet, welche also von Geburt höheren Ranges war. Beider Vater bestimmte dazu, dass Christian Ernsts Ehefrau zwar das Prädikat Fürstin haben, im Rang aber ihrer Schwägerin nachstehen solle. Auch sollten die Nachkommen aus der Ehe zwar Prinzen und Prinzessinnen, aber von jeder Erbfolge ausgeschlossen sein. Jedenfalls sollte das solange gelten, wie es noch Nachkommen im Mannesstamm aus der Ehe von Franz Josias geben würde. Dies erledigte sich damit, dass Christian Ernsts Ehe ohnehin kinderlos blieb.
Beider Vater bestimmte am 14. Oktober 1724 die gemeinsame Regierung der Brüder bei Unteilbarkeit des Landes, was im Jahre 1729, nach dem Tod Johann Ernsts, in die Tat umgesetzt wurde. Christian Ernst bezog Residenz in Saalfeld und Franz Josias übersiedelte in die Veste Coburg. Als älterem Sohn stand Christian Ernst die Leitung der Geschäfte zu.
In die Regierung der Brüder fällt die Beilegung des "Coburg-Eisenberg-Römhilder Erbstreits", wodurch die Linie Saalfeld die Ämter Coburg, Rodach, Mönchröden sowie das halbe Amt Neuhaus erhielt und den Namen Sachsen-Coburg-Saalfeld annahm. Zum Gedenken an seine 1743 verstorbene Frau Christine Friederike ließ er Goldmünzen im Wert von 2 Dukaten prägen, die ihr Grabmal zeigen, von denen auch Silberabschläge existieren. Christian Ernst starb kinderlos; alleiniger Erbe wurde sein Bruder Franz Josias.
Christian Ernst wurde als kränklich beschrieben, neigte dem Pietismus zu und machte Saalfeld zu einem frommen pietistischen Hof. Im Jahr 1727 lud er Nikolaus Ludwig von Zinzendorf nach Saalfeld ein, mit dem er lange Gespräche führte und danach in intensivem Briefwechsel stand. Christian Ernst komponierte Kirchenlieder, darunter das Lied “Warum, mein Jesu, läßt du mich in meinen Schmerzen liegen?”, welches im Saalfelder Gesangbuch von 1712 veröffentlicht wurde. 1733 berief er den Pietisten Benjamin Lindner zum Superintendenten und Hofprediger.